# Dokimasia-Maler

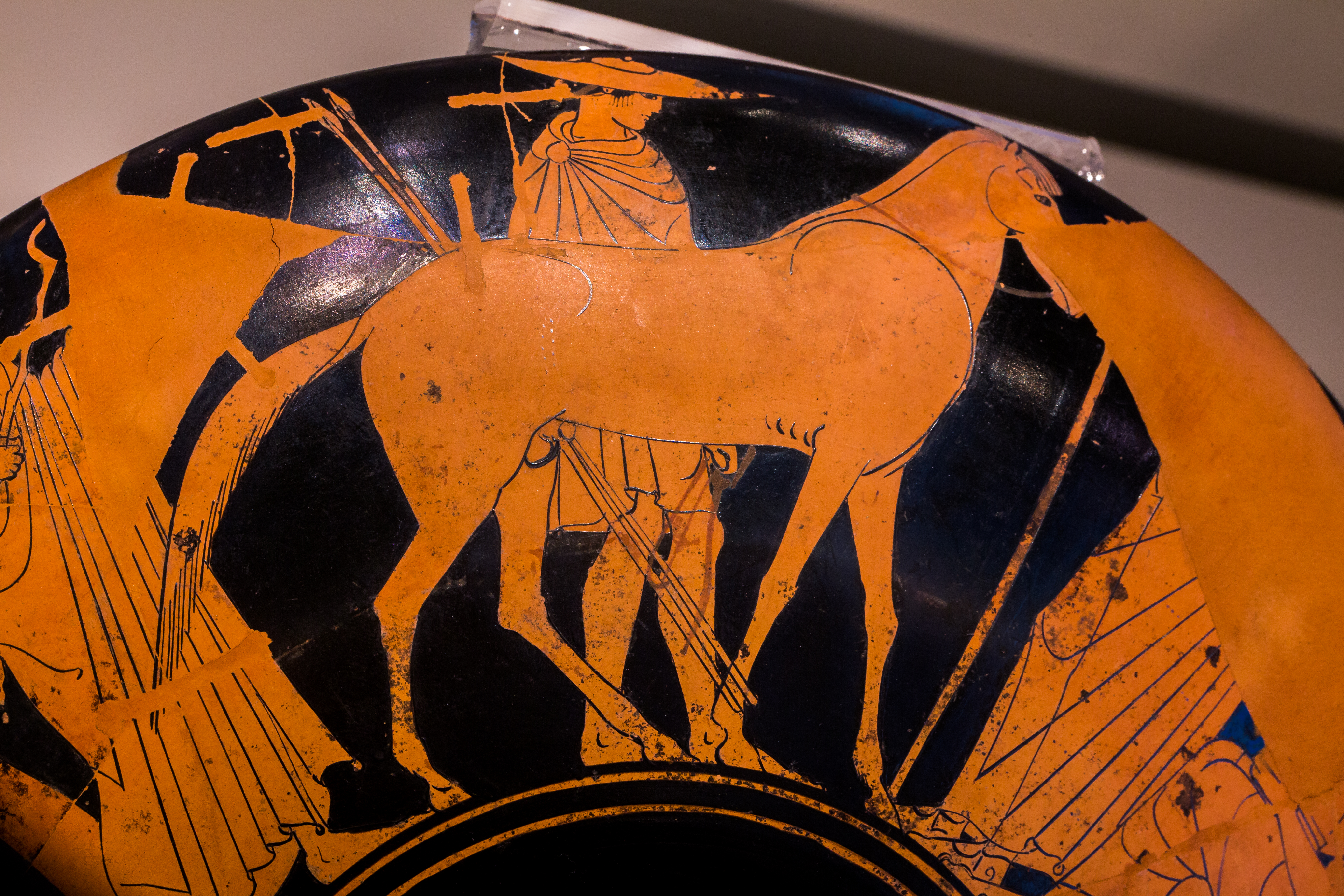
Namenvase des Dokimasia-Malers mit Darstellung einer „Dokimasie“

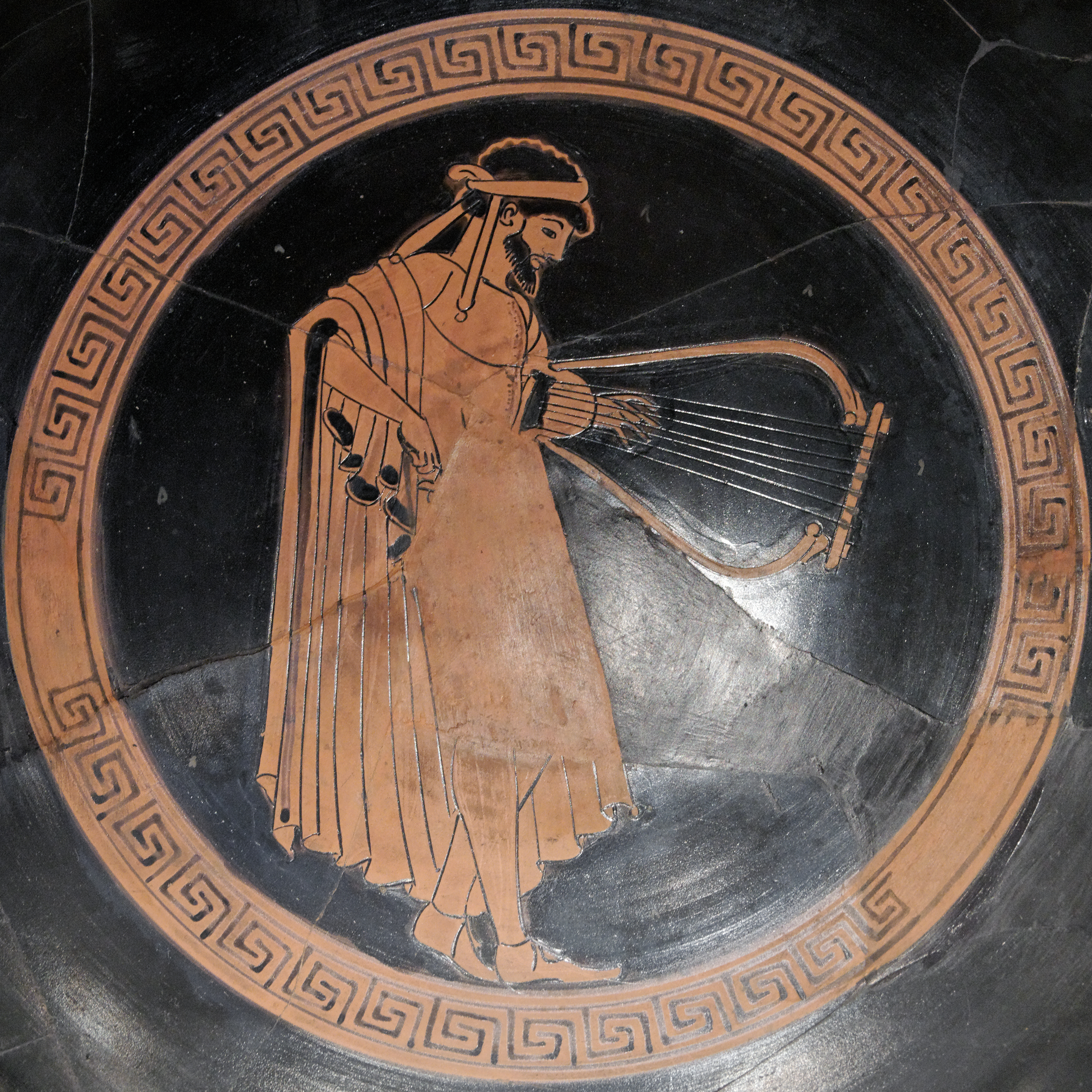
Dem Dokimasia-Maler zugeschriebenes Bild auf einer Kylix: ein Mann mit Lyra

Dokimasia-Maler ist der Notname eines attisch-rotfigurigen Vasenmalers, der um 485–465 v. Chr. tätig war.
Der Dokimasia-Maler war ein junges Mitglied einer Werkstatt, in der Schalen des Töpfers Brygos bemalt wurden. John D. Beazley gab ihm den Notnamen nach einer Namenvase, auf der die Pferde von Epheben überprüft werden (Dokimasie). Obwohl er auf die Bemalung von Schalen spezialisiert zu sein schien, wurden ihm als späteres Werk auch Bemalungen auf anderen Vasenformen zugeschrieben, namentlich Stamnoi, Kelchkrateren und Kalathoi. Seine Sujets waren neben der Dokimasia etwa Hoplitodromos, Symposion, Komos oder Unterrichtsszenen, daneben malte er Szenen aus der griechischen Mythologie, etwa aus den Sagen der Heroen Herakles und Theseus oder des Sängers Orpheus.